# 安全桌面
安全桌面（英語：Winlogon Desktop），是Windows系统具有的三个桌面之一（另外两个是应用程序桌面Application Desktop和屏幕保护桌面Screensaver Desktop），是Winlogon和GINA在交互验证（例如权限提升时用户验证过程）和其他安全诊断对话框运行时的桌面。例如，当使用者帐户控制（UAC）显示提示时、使用Windows CardSpace时或正在显示欢迎界面时，背景暂时变成灰色，此时用户仍然可以移动光标但对其显示的内容不能执行操作，进程处于后台处理中但其显示的内容被冻结。